# Miguel Ruíz
Miguel Ruíz (Caracas, 20 de diciembre de 1990) es un jugador de baloncesto venezolano que pertenece a la plantilla de los Trotamundos de Carabobo de la Superliga Profesional de Baloncesto de Venezuela. Con 1,98 metros de estatura, juega en la posición de ala-pívot.

## Trayectoria
Inicia su carrera en 2011 en los Dragones de Venezuela. Luego pasa por Centauros de Apure, Trotamundos Carabobo y Aduaneros de Carabobo.
En 2014 se marcha a Uruguay a jugar con los el CSD Sayago.
A finales de 2014 regresa a Venezuela a los Protectores de Miranda para acabar en 2015 en Trotamundos Carabobo de nuevo.
La temporada 2015-16 la disputa en Argentina, en Regatas Corrientes. Regresa en 2016 a Trotamundos Carabobo, para terminar de nuevo en Argentina en Sarmiento y regresar a Venezuela a Aduaneros de Carabobo.
De cara a la 2016-17 firma con el equipo argentino de Libertad.
Desde 2017 a 2019 los pasa en Trotamundos Carabobo.
Para luego regresa a Argentina a para la 2019-20 con Platense y la temporada siguiente con Gimnasia y Esgrima (CR).
En 2021 vuelve a Trotamundos de Carabobo.
En 2022 firma con el Unifacisa Basquete de Brasil, pero en junio regresa a Trotamundos de Carabobo.
La temporada 2022-23 la comienza en Brasil de nuevo con Unifacisa Basquete, pero 2023 regresa a Venezuela, primero con Panteras de Miranda y luego con Guaros de Lara.
El 31 de octubre de 2023 fue anunciado como nuevo fichaje del Obras Basket de la Liga Nacional de Básquet de Argentina.
En 2024 llega a los Trotamundos de Carabobo de la Superliga Profesional de Baloncesto de Venezuela.

## Selección nacional
Ruiz es miembro de la selección de baloncesto de Venezuela, habiendo integrado el plantel que conquistó Campeonato Sudamericano de Baloncesto en 2014 y 2016, y del que hizo lo mismo en el Campeonato FIBA Américas de 2015. Asimismo fue parte del equipo que disputó el torneo de baloncesto de los Juegos Olímpicos de Río de Janeiro 2016 y la Copa Mundial de Baloncesto de 2019.
Durante agosto y septiembre de 2023 fue integrante de la selección de Venezuela que participó en el Mundial de 2023 celebrado en Asia, y que finalizó en trigésimo lugar.